# Herrsching am Ammersee
Herrsching am Ammersee (amtlich seit 16. September 1954: Herrsching a.Ammersee) liegt am Ammersee in der Mitte seines Ostufers und ist eine Gemeinde im oberbayerischen Landkreis Starnberg.

## Geographie
Das Dorf Herrsching liegt circa 40 Kilometer südwestlich von München im Fünfseenland am Ostufer des Ammersees unterhalb des Klosters Andechs mit der Klosterkirche Andechs.

### Gemeindeteile
Die Gemeinde hat 10 Gemeindeteile (in Klammern ist der Siedlungstyp angegeben):
- Breitbrunn am Ammersee (Kirchdorf)
- Ellwang (Einöde)
- Herrsching a.Ammersee (Pfarrdorf)
- Lochschwab (Dorf)
- Mühlfeld (Dorf)
- Rausch (Weiler)
- Ried (Gut)
- Wartaweil (Dorf)
- Wasach (Einöde)
- Widdersberg (Kirchdorf)

Es gibt die Gemarkungen Breitbrunn a.Ammersee, Herrsching a.Ammersee und Widdersberg.

### Gewässer
- Ammersee
- Pilsensee
- Kienbach
- Fischbach
- Widdersberger Weiher

## Geschichte

### Bis zum 19. Jahrhundert
Die geologische Formation des Fünfseenlandes entstand in der letzten Eiszeit, der sogenannten Würmeiszeit, die vor geschätzt 10.000 Jahren zu Ende ging. In Fließrichtung der Gletscher entstanden die hohen Seitenmoränen, etwa der Andechser Höhenrücken und die Untergrabungen für die späteren Seen. Der Wasserspiegel des Ammersees war etwa 30 m höher als derzeit, damit reichte der See von Grafrath im Norden bis Weilheim. Die Verlandung und die Eingrabung der Amper senkten nicht nur den Wasserspiegel, sondern trennten auch den Wörthsee und den Pilsensee ab.
Erste Spuren einer Besiedlung stammen aus der Bronzezeit (bis 1200 v. Chr.), so wurden unterhalb von Widdersberg und östlich des jetzigen archäologischen Parks in Herrsching Keramik bzw. Scherben gefunden. Die typischen Grabhügel aus der Hallstattzeit sind Anfang beziehungsweise Mitte des 20. Jahrhunderts eingeebnet worden. Spuren aus der Römerzeit (15 v. Chr. bis 400 n. Chr.): In Herrsching wurden Fundamente eines römischen Trockenofens, eines Steinhauses und etliche Münzen gefunden. Ein römischer Grabstein aus der zweiten Hälfte des 2. Jh. n. Chr. ist in der Außenwand der Kirche St. Michael in Widdersberg geschützt aufgestellt. Römische Einzelspuren, also Münzen oder Scherben, wurden zudem in verschiedenen Teilbereichen des jetzigen Gemeindegebiets gefunden.
Aus dem Frühmittelalter (400–788 n. Chr.) wurden in Herrsching und Breitbrunn zunächst nur Gräber gefunden, ehe man bei Erweiterungsarbeiten am gemeindlichen Friedhof ein Tuffkammergrab mit menschlichen Skelettresten freilegte. Hierbei stellte sich bei den weiteren Untersuchungen des Landesamtes für Denkmalpflege heraus, dass es sich um ein frühmittelalterliches Adelsgrab der Merowinger-Zeit und das fast vollständig erhaltene Fundament einer frühchristlichen Kirche aus dem 7. Jahrhundert handelte. Der Fundplatz wurde in Form eines archäologischen Parks 1996 mit Adelsgräbern, einer rekonstruierten Kirche und Repliken eröffnet.
776 wurde Herrsching als Horscaninga erstmals bei einer Schenkung der Adelsfamilie der Huosier ans Kloster Schlehdorf beurkundet. Es liegt wohl der belegte bajuwarische Personenname Horscman zugrunde (‚Siedlung des Horscman‘), der althochdeutsch horsc ‚heiter‘ in sich trägt.
1098 wurde „Preitbrunnen“ (Breitbrunn) erstmals in einer Urkunde erwähnt. Mitte des 16. Jahrhunderts errichtete Herzog Albrecht V. ein Schloss in dem heutigen Ortsteil Mühlfeld.
Bis ins 19. Jahrhundert blieb Herrsching ein Fischer- und Bauerndorf, dann begann es, sich zum Ausflugs- und Urlaubsort zu entwickeln.

### 20. Jahrhundert

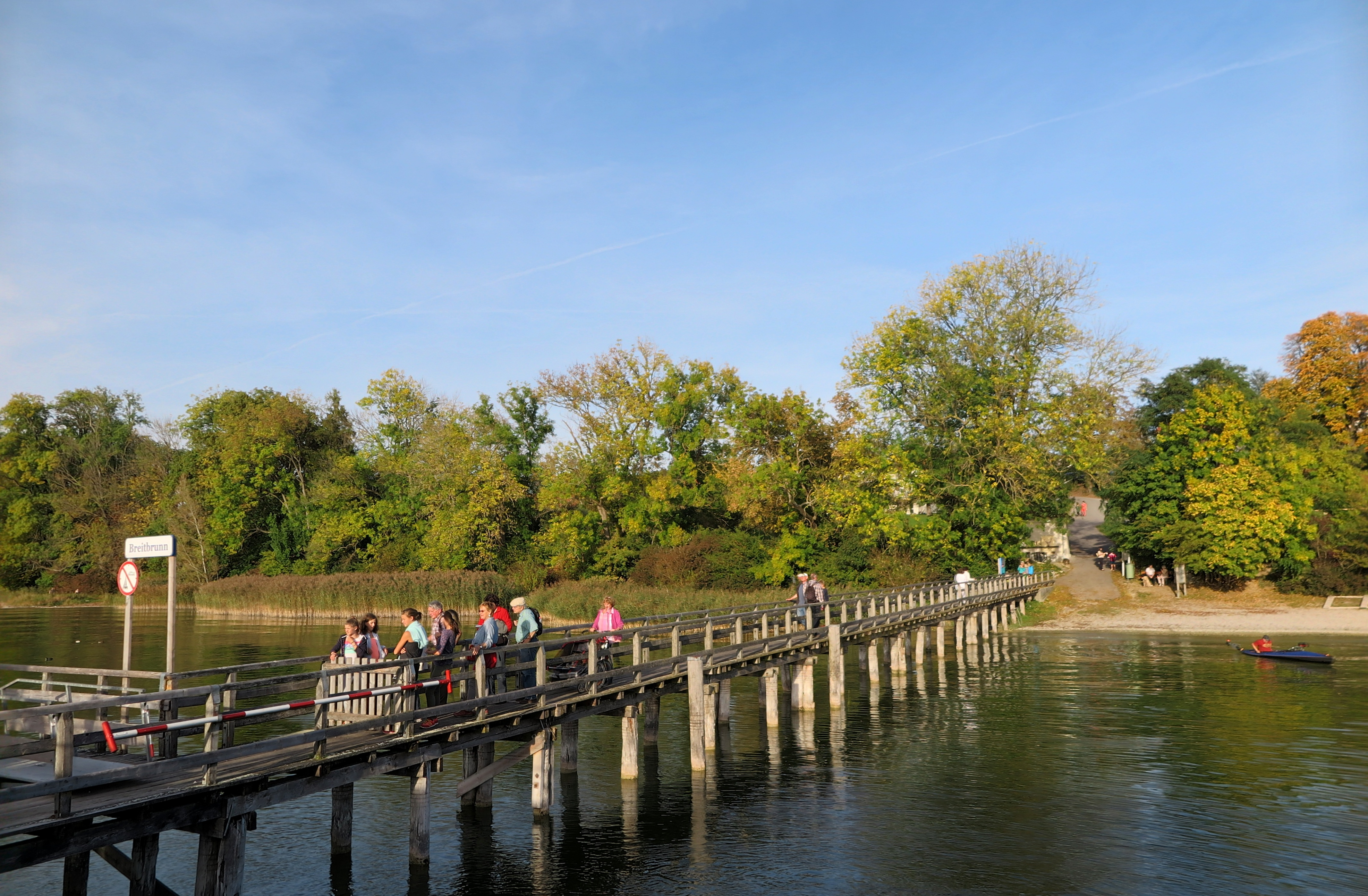
Schiffsanlegestelle Breitbrunn

Im Jahr 1903 erhielt Herrsching einen Bahnanschluss nach München. Heute stellen touristische Tagesausflüge und auch längere Gästeaufenthalte eine wesentliche Einnahmequelle dar. Im Ortsteil Wartaweil ist das Anwesen Villa Bräustedt wegen „Steuerschulden“ während der Zeit des Nationalsozialismus an den NSDAP-Reichsschatzmeister Franz Xaver Schwarz und später an die von Fritz Reinhardt gegründete Herrschinger Finanzschule übergegangen. Zu dieser Zeit wurde es als „Erholungsheim für Werktätige“ und als Erholungsheim der NSV genutzt. Nach dem Zweiten Weltkrieg wurde es als Unterkunft für Flüchtlinge, Schwangere und als Entbindungs-, Säuglings- und Kinderheim geführt. Die Gründerinnen waren Luise Silverberg und Gertrud Thyssen. Ihr Betrieb wurde von Hausschwangeren und Angestellten sowie der Wohlfahrt finanziert (Tagesgeld). Es sollten dort keine „asozialen Elemente“ aufgenommen werden. Viele Kinder wurden dort geboren und zur Adoption abgegeben. Gertrud Thyssen „kannte die Vorliebe der Amerikaner für Babies“, wie in der Sonntagspost vom Süddeutschen Verlag 1957 berichtet wurde. Da Starnberg die Mietung für das Heim beenden wollte, wurde im Bayerischen Landtag verhandelt, dass das Wartaweil Kinder- und Säuglings-Heim für kurze Zeit von der Bruderschaft Salem e. V. betrieben wurde. 1966 wurde es vom Land Bayern als Erweiterung der Landesfinanzschule genutzt.

### Einwohner
Zwischen 1988 und 2018 wuchs die Gemeinde von 8.017 auf 10.702 um 2.685 Einwohner bzw. um 33,5 %. Die Einwohnerzahlen entwickelten sich seit der 2. Hälfte des 20. Jahrhunderts aufwärts: Um 1940 waren es noch rund 2.500 Einwohner, 1950, bedingt durch Flüchtlingszuzüge, 4229. Im Jahr 2023 lebten auf dem Gemeindegebiet 11.352 Personen, davon 9.117 im Hauptort Herrsching, 1.745 in Breitbrunn und 490 in Widdersberg. Von 2005 bis 2018 wurde von der Gemeinde der Herrschinger Willkommenstag als Integrationstreff abgehalten.

### Eingemeindungen
Am 1. Januar 1972 wurde aufgrund der Gebietsreform in Bayern die Gemeinde Widdersberg und am 1. Januar 1978 die Gemeinde Breitbrunn am Ammersee eingemeindet. In Herrsching gibt es seit der Eingemeindung von Breitbrunn zwei Straßennamen, die Seestraße und die Kapellenstraße, doppelt, was zu Problemen bei der Postzustellung und bei Notarzteinsätzen führt.

## Politik

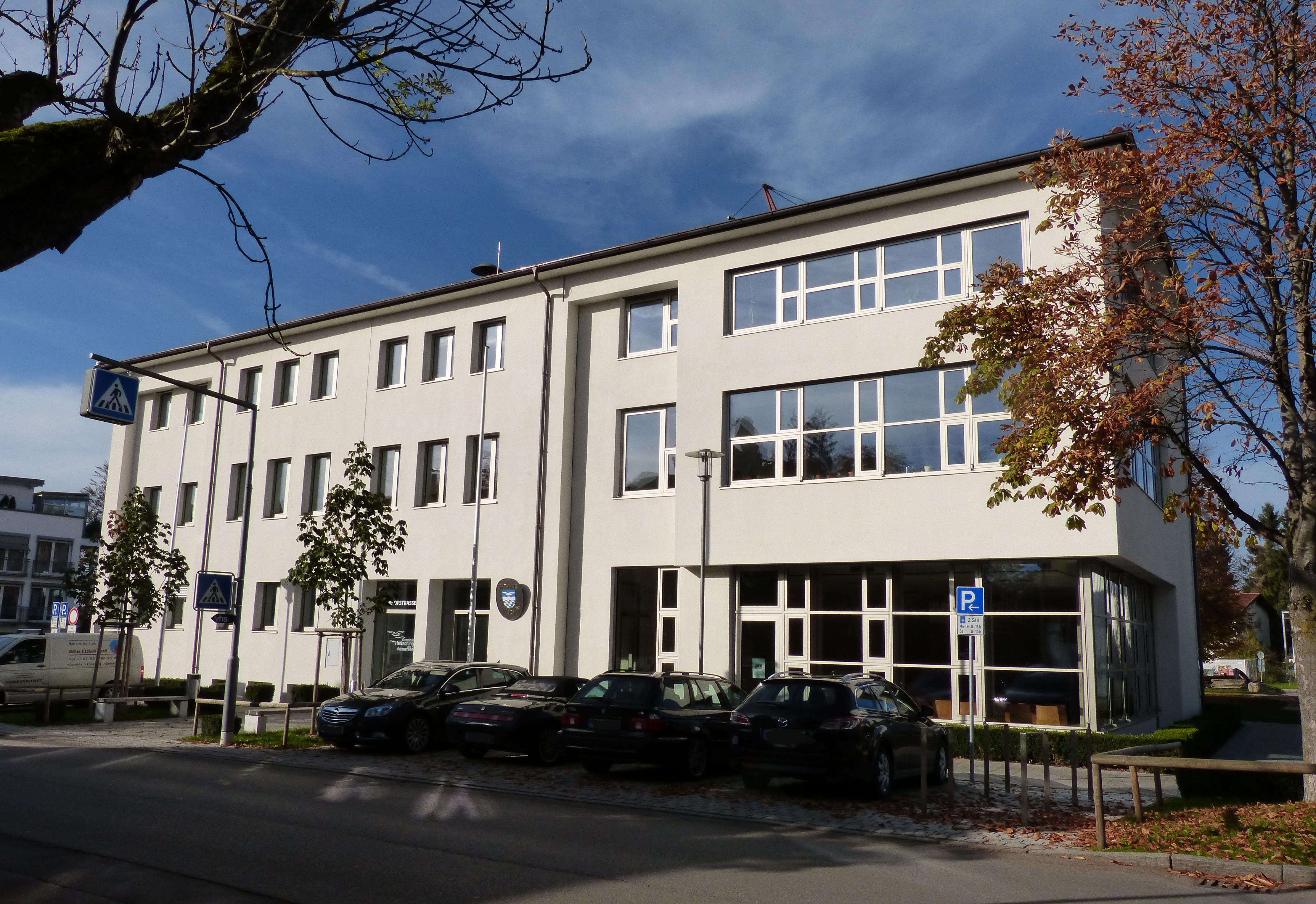
Rathaus der Gemeinde Herrsching

### Bürgermeister
Erster Bürgermeister ist Christian Schiller (parteifrei). Dieser wurde 2008 als Nachfolger von Christine Hollacher (Freie Wähler) in das Amt gewählt. Bei der Kommunalwahl vom 15. März 2020 wurde Schiller mit 61,17 % der Stimmen wiedergewählt.

### Gemeinderat
|  | Gemeinderatswahl Herrsching am Ammersee 2020Wahlbeteiligung: 61,9 % 403020100 33,726,916,612,710,1 CSUGrüneBGHcSPDFDPGewinne und Verlusteim Vergleich zu 2014 %p 10 8 6 4 2 0 −2 −4 −6 −8−10−8,6+8,9+3,3−3,3−0,4CSUGrüneBGHSPDFDPAnmerkungen:c Bürgergemeinschaft Herrsching; 2014: mit FW zusammen | Sitzverteilung im Gemeinderat Herrsching 2020Insgesamt 24 Sitze - SPD: 3 - Grüne: 7 - BGH: 4 - FDP: 2 - CSU: 8 |

Nach den Kommunalwahlen 2002, 2008, 2014 und 2020 ergab sich jeweils folgende Sitzverteilung im Gemeinderat:
| Jahr | CSU | SPD | Grüne | FDP | BGH/FW | FBU | WBW | ges. | WB in % |
| ---- | --- | --- | ----- | --- | ------ | --- | --- | ---- | ------- |
| 2020 | 8   | 3   | 7     | 2   | 4      | 0   | 0   | 24   | 61,9    |
| 2014 | 10  | 4   | 4     | 3   | 3      | 0   | 0   | 24   | 54,5    |
| 2008 | 9   | 3   | 3     | 2   | 4      | 3   | 0   | 24   | 71,2    |
| 2002 | 6   | 3   | 2     | 1   | 3      | 3   | 2   | 20   | 66,7    |

BGH/FW = Bürgergemeinschaft Herrsching/Freie Wähler     FBU = Freie Bürger Union     WBW = Wählervereinigung Breitbrunn-Widdersberg

### Partnergemeinden
Herrsching hat zwei Partnergemeinden:
- Ravina in Italien, eine Fraktion im Gebiet der Stadt Trient
- Die Stadt Chatra im indischen Westbengalen. Den Kontakt zu Chatra pflegt besonders der Verein „Indienhilfe“.

## Wappen
| | Blasonierung: „Geteilt durch einen silberfarbenen Wellenbalken; oben in Blau eine fliegende silberne Möwe, unten die bayerischen Rauten.“ |
| Wappenbegründung: Die Möwe und der Wellenbalken verweisen auf die Lage der Gemeinde am Ammersee. Die Seenähe prägte das Gemeindeleben über die Jahrhunderte. Herrsching wurde schon 776 als Fischersiedlung im Besitz des Klosters Schlehdorf genannt. Seit dem 19. Jahrhundert gewann die attraktive Seelage in der Nähe der Landeshauptstadt zunehmend an Bedeutung für den Tourismus. Die bayerischen Rauten im unteren Teil des Wappens erinnern daran, dass die Wittelsbacher als bayerische Herzöge seit dem Aussterben der Andechser (1248) die Grund- und Lehensherrschaft im Gemeindegebiet von Herrsching ausübten. Den auf die Lage am Ammersee hinweisenden Namenszusatz führt die Gemeinde seit 1954. Dieses Wappen wird seit 1954 geführt. | |

## Baudenkmäler

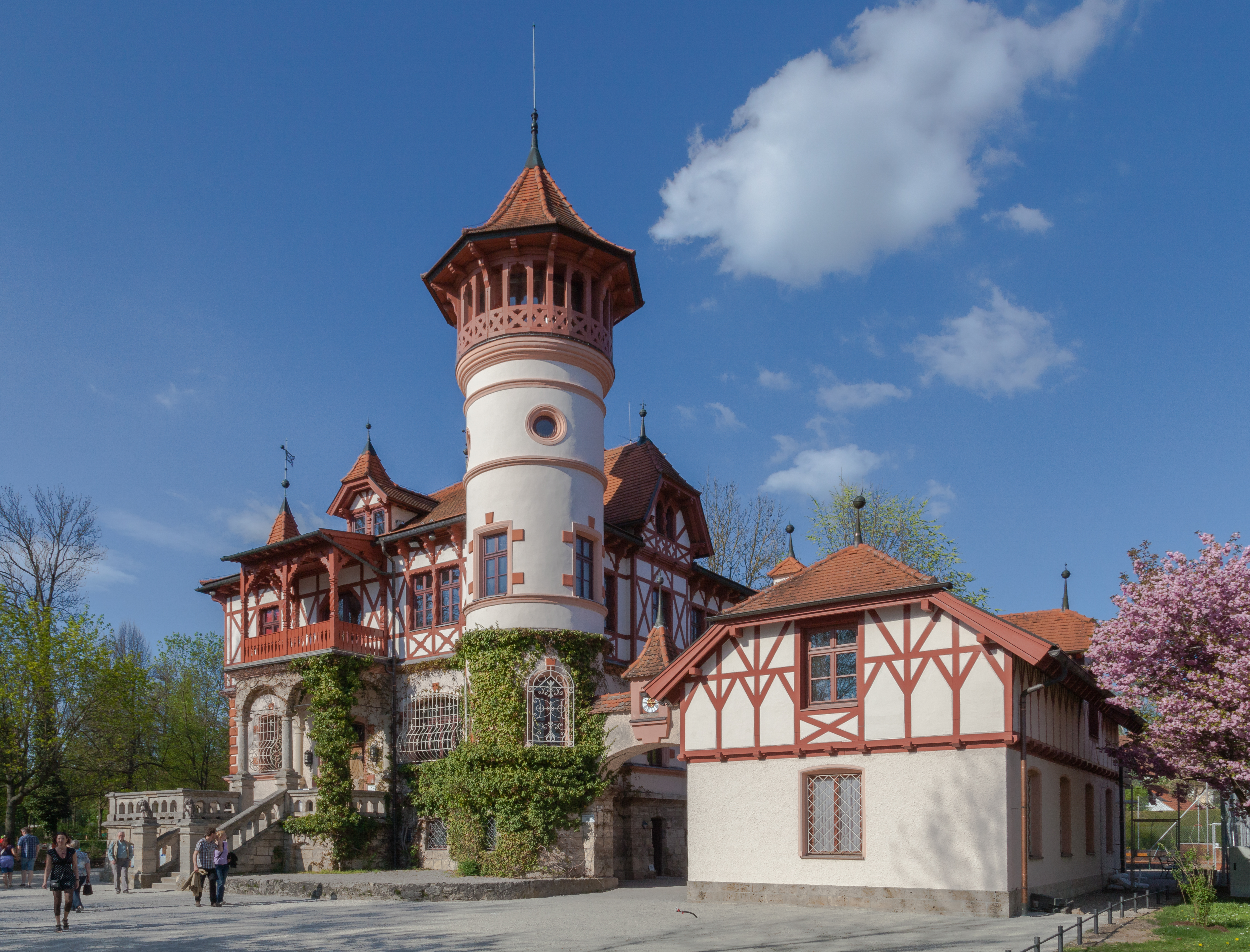
Seeseite des Kurparkschlösschen

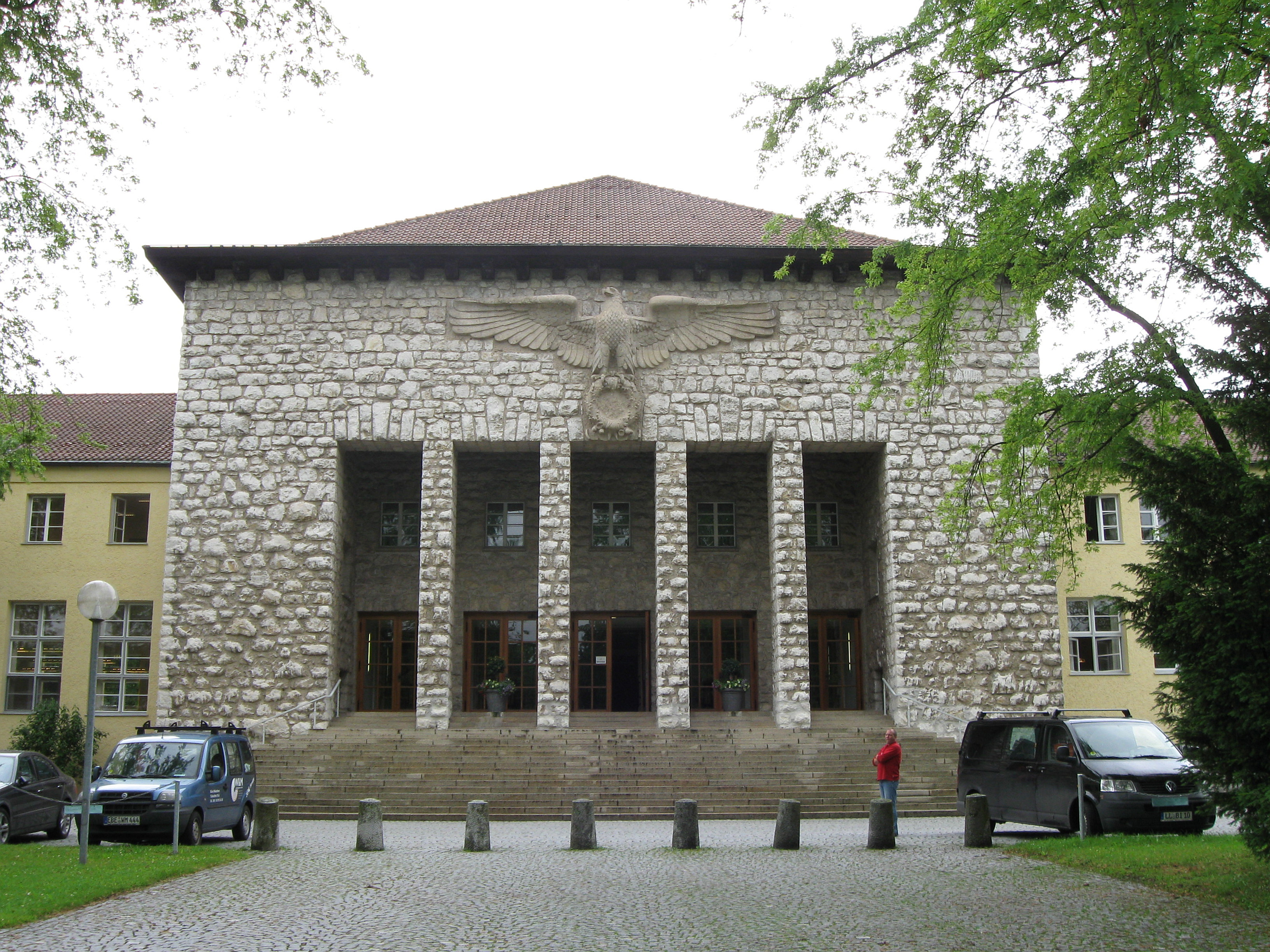
Eingangshalle der Hochschule für den Öffentlichen Dienst

Das Kurparkschlösschen (früher Villa Scheuermann) wurde 1888/89 für den Maler Ludwig Scheuermann errichtet. Es entstand nach den Plänen von Alfred Heubach und wurde vom damaligen Herrschinger Bürgermeister und Zimmerermeister Benedikt Rehm errichtet. Das denkmalgeschützte Ensemble besteht aus der Villa, einer einstöckigen Remise und dem umgebenden Kurpark. Heute wird es für Trauungen und Veranstaltungen genutzt.
Die Hochschule für den öffentlichen Dienst in Bayern nutzt in Herrsching die Gebäude der ehemaligen Reichsfinanzschule und ist der mit Abstand größte Gebäudekomplex in Herrsching. Das monumentale Hauptgebäude wurde ab 1935 auf Initiative des Staatssekretärs im Reichsfinanzministerium Fritz Reinhardt errichtet. Die Gebäude wurden während und nach dem Zweiten Weltkrieg als Lazarett genutzt, ab Mitte der 1950er Jahre dann wieder für die Ausbildung von Steuerbeamten und bis 1972 auch als Zollschule. Besonders beeindruckend ist die Fassade der Feierhalle in der ehemaligen Reichsfinanzschule mit einem riesigen deutschen Adler.
Weitere wichtige Bauwerke:
- Schloss Mühlfeld
- Kirche St. Martin, Herrsching
- St. Nikolauskirche, Herrsching
- Erlöserkirche, evangelische Kirche Herrsching
- St. Michael, Widdersberg
- Friedhof: Der Friedhof wurde von Roderich Fick um 1926 entworfen und umgesetzt. Kennzeichnend ist die schlichte Außenumfassung, darin neben einem kleinen Weiher die Aussegnungshalle. Auf diesem Friedhof sind u. a. begraben: Roderich Fick, Rudi Schuricke. Am Rande des Friedhofs befindet sich der Archäologische Park.
- Bahnhof Herrsching

## Verkehr, Infrastruktur, Tourismus

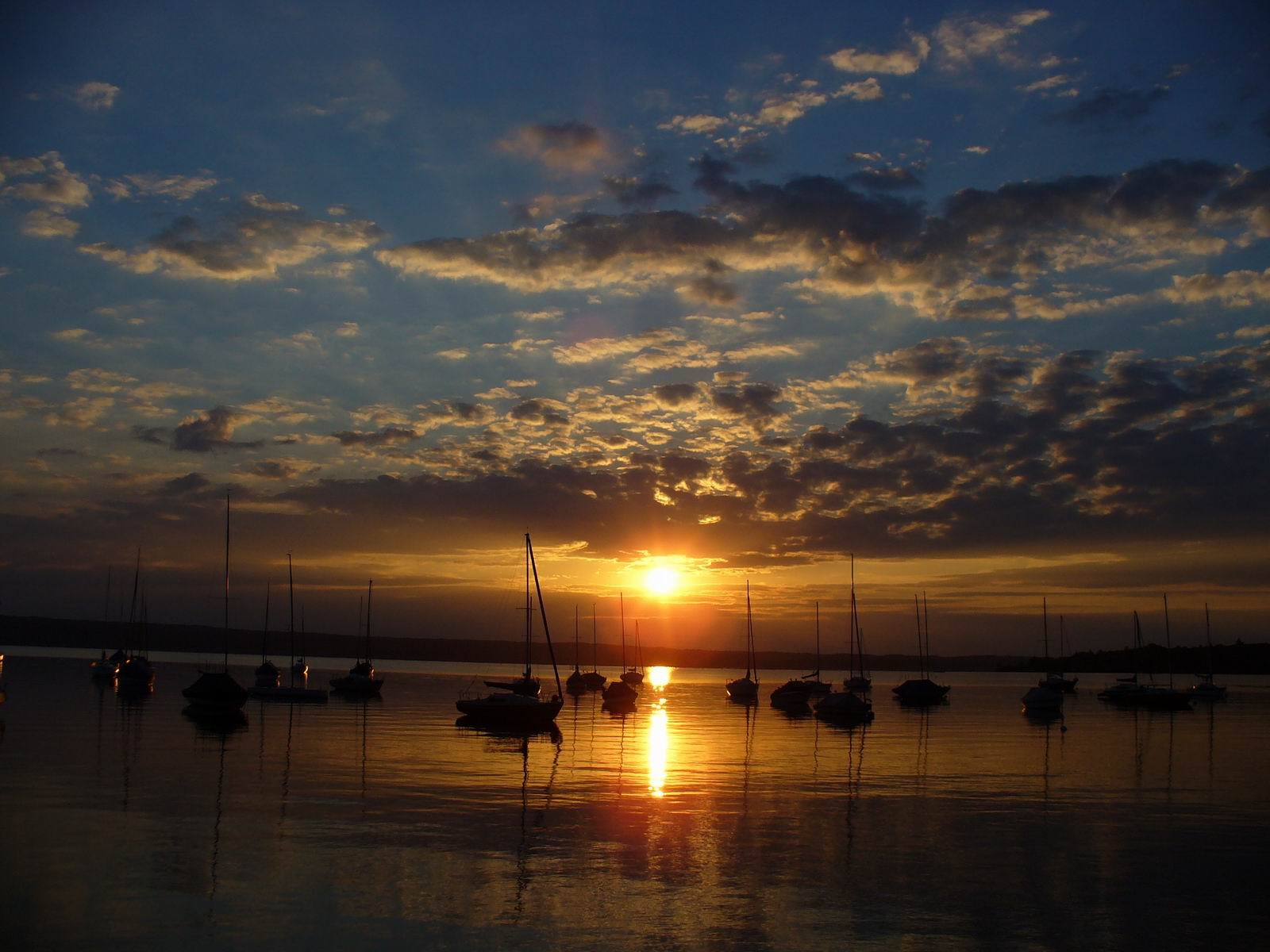
Sonnenuntergang über dem Herrschinger Ammerseeufer

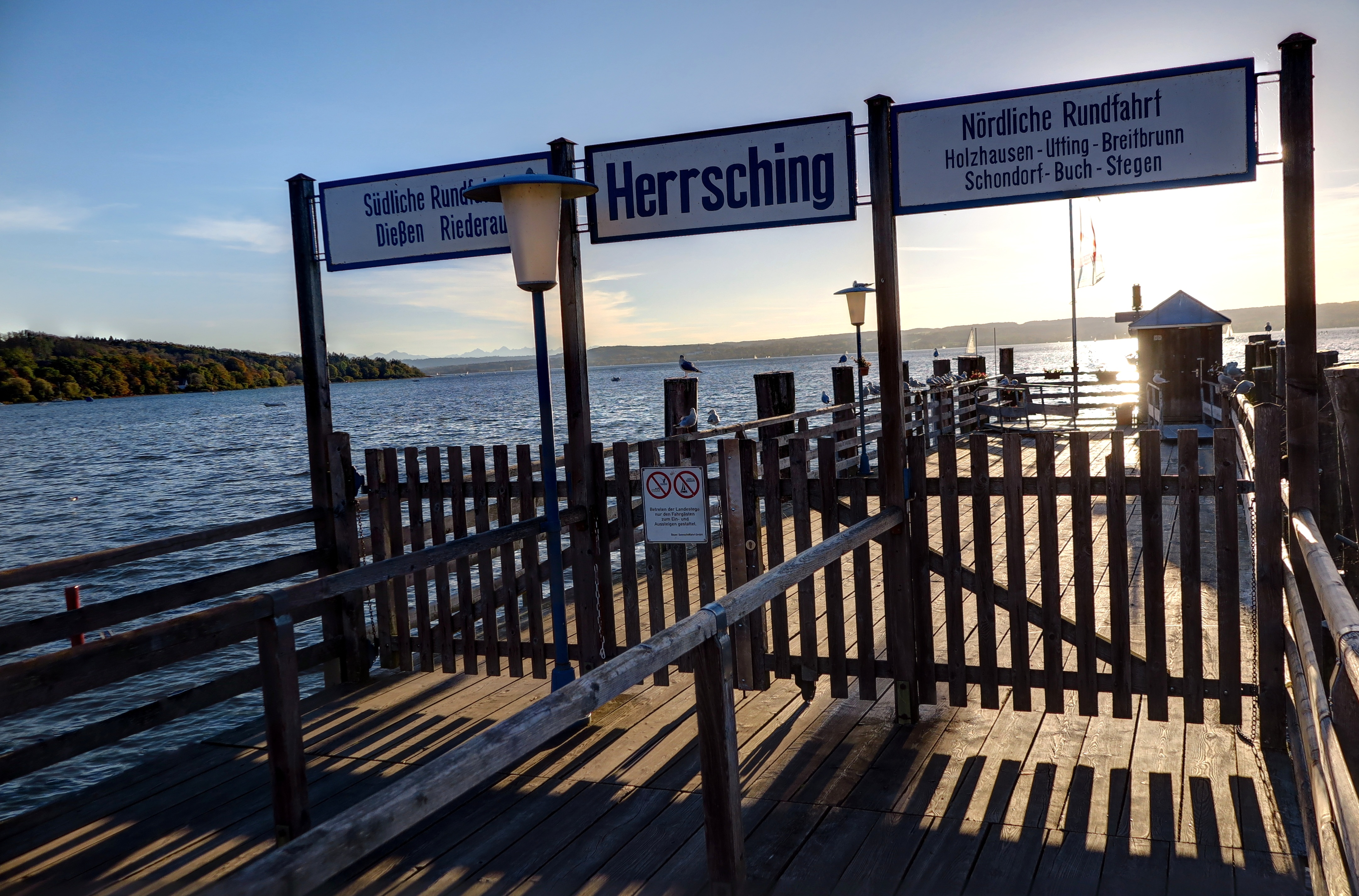
Dampfersteg der Bayerischen Seenschifffahrt

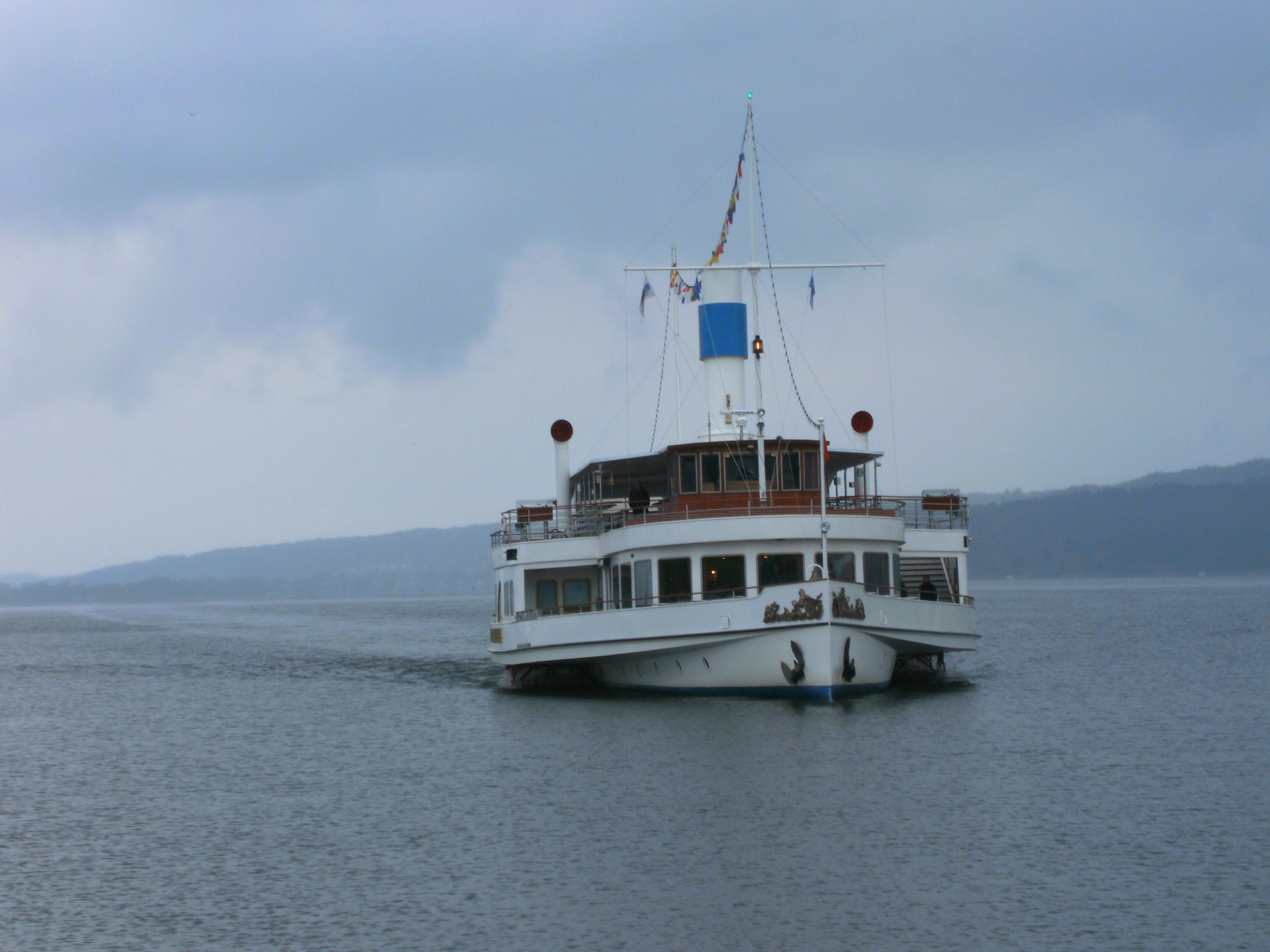
Herrsching: Anfahrt auf Herrsching am Ammersee

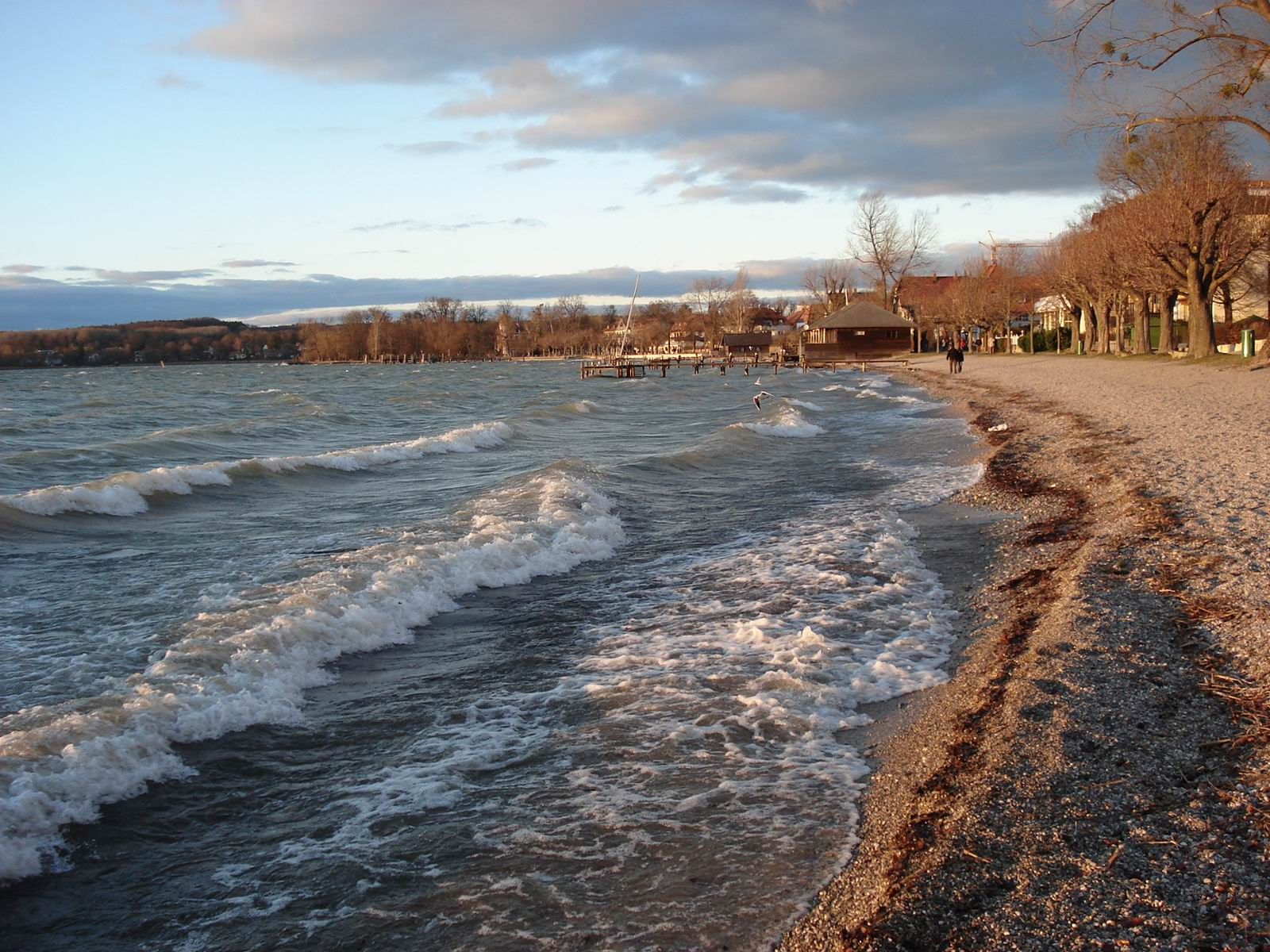
Winterliche Wellen am Herrschinger Strand

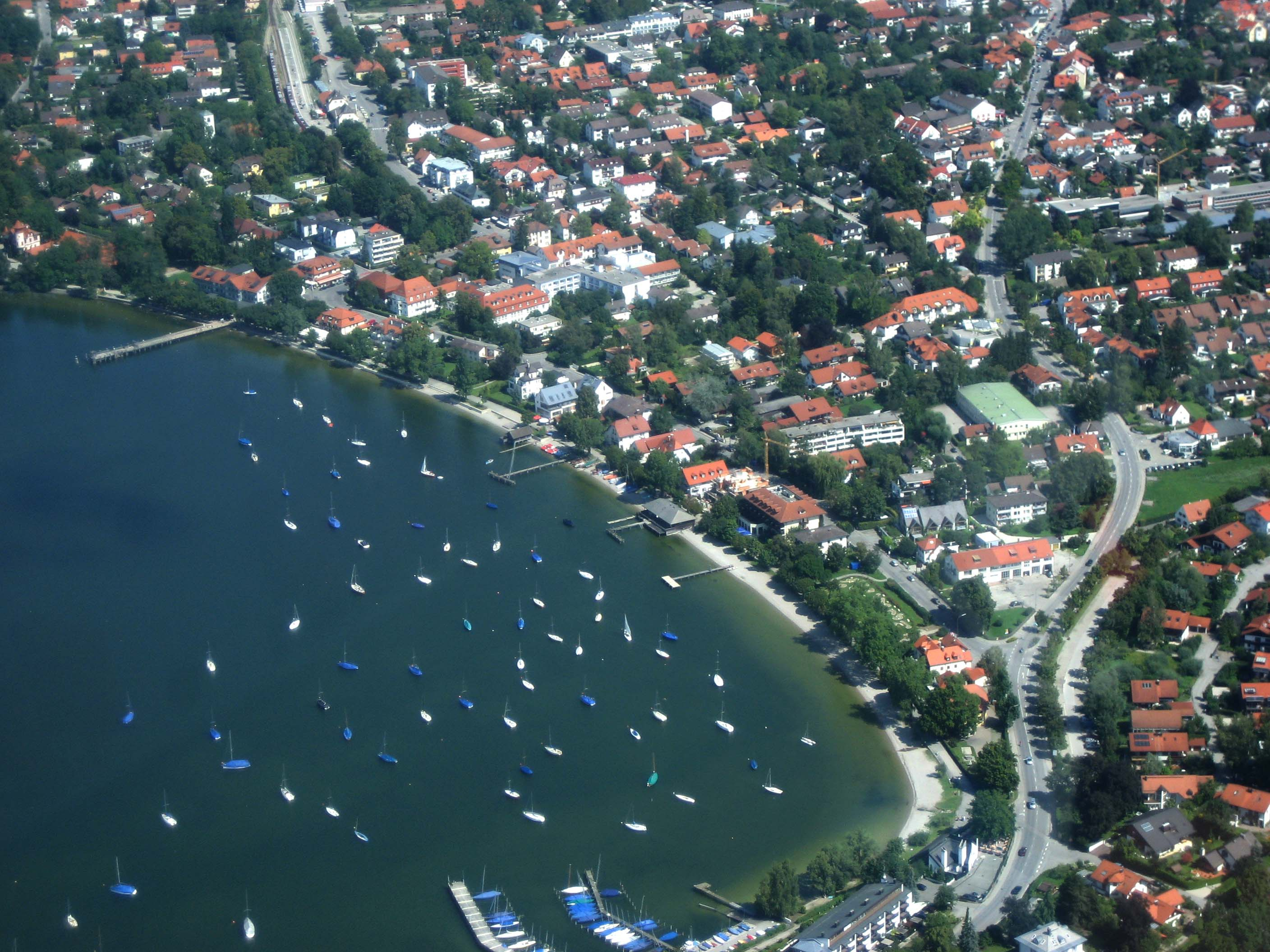
Luftaufnahme Herrsching

### Bahnverkehr
Am 1. Juli 1903 nahmen die Königlich Bayerischen Staatseisenbahnen die Lokalbahn Pasing–Herrsching mit dem Bahnhof Herrsching in Betrieb. Seit 1972 ist Herrsching an das Netz der S-Bahn München angeschlossen, es verkehrt die Linie S 8 von Herrsching über München zum Flughafen München. Vom Bahnhof fahren verschiedene Busse, u. a. zum Kloster Andechs und nach Weilheim.
| Linie | Linienverlauf |
| ----- | --- |
| S8    | Herrsching – Seefeld-Hechendorf – Steinebach – Weßling – Neugilching – Gilching-Argelsried – Geisenbrunn – Germering-Unterpfaffenhofen – Harthaus – Freiham – Neuaubing – Westkreuz – Pasing – Laim – Hirschgarten – Donnersbergerbrücke – Hackerbrücke – Hauptbahnhof – Karlsplatz (Stachus) – Marienplatz – Isartor – Rosenheimer Platz – Ostbahnhof – Leuchtenbergring – Daglfing – Englschalking – Johanneskirchen – Unterföhring – Ismaning – Hallbergmoos – Flughafen Besucherpark – Flughafen München |

### ÖPNV
Herrsching wird durch mehrere Regionalbuslinien des MVV erschlossen.
| Linie | Linienverlauf                                                         | Verkehrsunternehmen |
| ----- | --------------------------------------------------------------------- | ------------------- |
| 921   | Herrsching S – Inning – Weßling S                                     | Geldhauser          |
| 950   | Herrsching S – Frieding – Oberalting – Starnberg Nord S               | Geldhauser          |
| 951   | Starnberg Nord S – Andechs – Herrsching S                             | RVO                 |
| 958   | Herrsching S – Andechs, Kloster – Machtlfing – Traubing – Tutzing S R | RVO                 |
| 9653  | (nicht im MVV) Herrsching – Pähl – Weilheim                           | RVO                 |

### Lage
Herrsching liegt 15 km südlich der Autobahnabfahrt Inning am Ammersee im Verlauf der A 96 von Lindau nach München.

### Schifffahrt
In Herrsching legen die Schiffe der Bayerischen Seenschifffahrt an. Die Schiffe verkehren von Ende März bis Mitte Oktober und verbinden die nördlichen, südlichen und westlichen Uferorte. Angelaufen werden z. B. das nördlich gelegene Stegen, das nordwestlich gelegene Utting, der nördlich gelegene Ortsteil Breitbrunn und das südwestlich gelegene Dießen. Herrsching ist zugleich Namensgeber für die von Schaufelrädern angetriebene „Herrsching“, die mit 54 m Länge und einer Kapazität von etwa 400 Passagieren das größte Schiff am Ammersee ist. Das Schiff wurde 2002 in Dienst gestellt und löste das gleichnamige Motorschiff ab, dessen Schiffstaufe 1956 war und Platz für rund 240 Passagiere bot. Weitere aktuelle Schiffe am Ammersee sind die ebenfalls von Schaufelrädern angetriebene „Diessen“ und die Motorschiffe „Augsburg“ und „Utting“.
Am Ammersee entlang verläuft von Herrsching aus die längste See-Uferpromenade Deutschlands, auf der man rund zehn Kilometer weit flanieren kann.

## Kultur

### Bildung
Alle Beamten des gehobenen Dienstes der bayerischen Finanzverwaltung absolvieren ihre Ausbildung im Fachbereich Finanzwesen an der Hochschule für den öffentlichen Dienst in Bayern Dienstort Herrsching, die in einem imposanten Bau aus den 1930er Jahren untergebracht ist.
Eine weitere Bildungseinrichtung ist das Haus der bayerischen Landwirtschaft Herrsching. Hervorgegangen aus der ehemaligen Bauern- und Bäuerinnenschule des Bayerischen Bauernverbandes (der am 30. November 1948 gegründeten und damit ältesten ländlichen Heimvolkshochschule Süddeutschlands) ist es heute ein offenes Tagungszentrum für Menschen aus dem ländlichen Raum zur persönlichen und fachlichen Weiterbildung. Außerdem beherbergt es die wertvolle Agrarhistorische Bibliothek Herrsching mit über 20.000 Bänden.
In Herrsching befand sich bis zum Umzug nach Garching 1966 die 1946 von Walther Meißner gegründete Kommission für Tieftemperaturforschung der Bayerischen Akademie der Wissenschaften, in der Robert Doll und Martin Näbauer 1961 die Flussquantisierung entdeckten.
Seit 2021 wird an einem neuen Gymnasium gebaut, das im Sommer 2025 eröffnet werden soll. Vorklassen der Jahrgänge 6,7 und 8 werden noch in den Gymnasien Germering und Gilching unterrichtet. Als Schulleiterin steht bereits Eva Weingandt vom Gymnasium Gröbenzell. Das Gebäude soll eine offenere Lernatmosphäre bieten und seine Kosten sind mit 110 Millionen Euro veranschlagt.

### Vereine
- Tennisclub TC Herrsching[29]
- TSV Herrsching: Die Volleyballer des TSV Herrsching spielen seit der Saison 2014/15 in der Ersten Bundesliga.
- D`Herrschinger Wildschütz`n ist ein 1908 gegründeter Schützenverein und pausierte das Vereinsleben nur während der Weltkriege. Im Jahr 2023 wurde eine elektronische Trefferanzeige von DISAG angeschafft.[30]

## Persönlichkeiten
- Rainer René Graf Adelmann von Adelmannsfelden (* 1948), Rechtsanwalt
- Günter Arzberger (1929–1976), Gründer des ersten und später auch des größten Möbelversandhauses in Europa, wohnte in Wartaweil. Die Arzbergerstraße wurde nach ihm benannt
- Arno Assmann (1908–1979), Schauspieler
- Hans Baur (1897–1993), Chefpilot von Hitler; wohnte in Widdersberg
- Uli Baur (1956–2018), Journalist
- Martin Benrath (1926–2000), Schauspieler
- Thilo Bode (* 1947), Geschäftsführer der Organisationen Greenpeace und Foodwatch, in Herrsching aufgewachsen
- Helene Böhlau (1856–1940), Schriftstellerin, begraben in Widdersberg
- Trude Brück (1902–1992), Malerin, wohnte in Herrsching
- David Coverdale (* 1951), Sänger Deep Purple von 1973 bis 1976
- Thomas Darchinger (* 1963), Schauspieler
- Thorwald Dethlefsen (1946–2010), Esoteriker und Autor
- Rüdiger Dierstein (1930–2010), Mathematiker und Informatiker, starb in Herrsching
- Holm Dressler (* 1949), TV-Produzent und Regisseur, seit 1984 in Herrsching
- Wolfgang Döbereiner (1928–2014), Astrologe und Verleger
- Michael Dürsch (* 1957), Ruderer
- Franziska Ellmenreich (1847–1931), Schauspielerin
- Roderich Fick (1886–1955), Architekt, lebte und arbeitete in der „Alten Mühle“, Mühlfeld von 1920 bis 1955
- Sara Gómez, auch bekannt als Sara Magdalena Schüller (* 1982), Autorin und Übersetzerin
- Helmut Hammerschmidt (1920–1998), Rundfunkintendant
- Rudolf Hanauer (1908–1992), Jurist und Politiker (CSU), Präsident des Bayerischen Landtags (1960–1978), bis zu seiner Wahl als Landtagsabgeordneter von 1946 bis 1954 Gemeinderat von Herrsching, lebte bis 1992 in Herrsching
- Maximilian Hauser (* 1984), Volleyball- und Beachvolleyballspieler, Trainer der WWK Volleys Herrsching
- Thomas Heinemann (* 1958), Regisseur und Autor
- Andrea Heuer (* 1956), Schauspielerin
- Camilla Horn (1903–1996), Schauspielerin
- Eduard Kandl (1876–1966), Opernsänger und Schauspieler
- Werner Kirsch (* 1937 in Augsburg), Wirtschaftswissenschaftler und Hochschullehrer in München
- Edgar Knoop (* 1936), Maler, Objektkünstler und Fotograf
- Hanns Erich Köhler (1905–1983), Karikaturist
- Clemens Kuby (* 1947), Dokumentarfilmer und Autor
- Dieter Kühn (1935–2015), Schriftsteller, besuchte die Volksschule in Herrsching
- Christian Morgenstern (1871–1914), Dichter: seine Witwe Margareta lebte ab 1919 bis zu ihrem Tod 1968 in Breitbrunn.
- Burkard Freiherr von Müllenheim-Rechberg (1910–2003), Diplomat und Autor, Überlebender des Untergangs der Bismarck
- Christoph Müller (* 1950), Diplomat, Botschafter der Bundesrepublik Deutschland
- Hanns Christian Müller (* 1949), Theaterregisseur
- Wolfgang von Nostitz (* 1940), deutscher Politiker (Bündnis 90/Die Grünen) und Rechtsanwalt
- Ruth Paulig (* 1949), Mitgründerin der Partei die Grünen in Bayern 1979, Abgeordnete der Grünen im Bayerischen Landtag 1986–1994, 1998 bis 2008
- Alfred Ploetz (1860–1940), Mediziner
- Dagmar Ploetz (* 1946), Übersetzerin
- Eberhard Puntsch (1926–2015), Sachbuchautor und von 1978 bis 1982 Abgeordneter des Bayerischen Landtags (FDP), geboren in Dresden, wohnte in Herrsching
- Max Reinhard (1896–1978), Kulturreferent der Stadt München von 1935 bis 1945
- Fritz Reinhardt (1895–1969), Staatssekretär im Reichsfinanzministerium
- Simone Rethel (* 1949), Schauspielerin
- Matthias Röhr (* 1962), Gitarrist, unter dem Spitznamen Gonzo Mitglied der Rockband Böhse Onkelz, lebt seit Anfang 2012 mit seiner Familie in Herrsching[31]
- Ludwig Scheuermann (1859–1911), Maler, Erbauer des Scheuermann-Schlößchens
- Otto Schnitzenbaumer (1922–2012), Bauunternehmer, ehemaliger Eigentümer von Schloss Wartaweil
- Rudi Schuricke (1913–1973), Sänger, Schauspieler, lebte von 1955 bis 1973 in Herrsching, Eigentümer des ehemaligen Hotels Seespitz
- Sabine Thomas, Autorin und Fernsehmoderatorin
- Uwe Timm (* 1940), Schriftsteller, wohnte mit seiner Familie in Herrsching
- Laurenz Welsch (* 2003), Volleyball- und Beachvolleyballspieler
- Klaus Wennemann (1940–2000), Schauspieler
- Harald Winter (* 1953), Künstler
- Fritz Winter (1905–1976), Maler
- Franz Wördemann (1923–1992), Journalist und Sachbuchautor
- Oluf Zierl (1932–2002), lebte in Herrsching. Er war ein bekannter Reisejournalist, auch bekannt unter dem Beinamen „Harley-Papst“.
- Maximilian Ritter von Zottmann (1882–1966), Generalmajor, Bayerischer Max-Joseph-Ritter (Schlacht um Arras 9. April 1917)